# Кокшеньов Володимир Якович
Володимир Якович Кокшеньо́в (9 січня 1938, Василівський — 26 вересня 2011, Ялта) — український дизайнер; член Спілки радянських художників України з 1980 року та Спілки дизайнерів України з 1988 року.

## Життєпис
Народився 9 січня 1938 року на руднику Василівському Іркутської області (нині Російська Федерація). 1967 року закінчив Ленінградське вище художньо-промислове училище імені Віри Мухіної, де навчався у Йосипа Вакса.
Працював дизайнером Конструкторського бюро Сімферопольського телевізійного заводу, художником Нікітського ботанічного саду; з 1974 року — художником Кримського художньо-виробничого комбінату у Сімферополі. З 1978 року співпрацював від із «Кримвинтрестом».
Мешкав у Ялті в будинку на вулиці Григор'єва, № 7. Помер у Ялті 26 вересня 2011 року.

## Творчість
Працював у галузях дизайну і промислової графіки (займався розробленням фірмового стилю, оформленням продукції: плакати, упаковки, етикетки, проспекти, буклети тощо). Оформив Музей Нікітського ботанічного саду (1970), павільйони для Виставки досягнень народного господарства Української РСР у Києві (1971—1972), «Товари народного споживання» (1973, 1977, 1986), «Науково-технічна творчість молоді України», «Україна» (обидва — 1974, у співавторстві), «Крим» (1984). 
Протягом 1971—2011 років розробляв промислову графіку та упаковку для продукції кримських виноробних підприємств, зокрема «Масандра», «Золота балка», заводу шампанських вин «Новий Світ».